# Sopron villamosvonal-hálózata
A soproni villamosvonal-hálózat 1900–1923 között működő magyarországi 1000 mm nyomközű villamos üzemű tömegközlekedési hálózat.

## Történelem
Az ikervári vízerőművet üzemeltető Vasvármegyei Elektromos Művek Rt. (VEMR), mely a szombathelyi villamosokat is ellátta, 150 kilométeres elektromos vezetéket épített ki Ikervártól Sopronig.
A soproni villamosvonal a mai Magyarország területén lévő városok közül a legrövidebb ideig üzemelt. Az 1000 mm nyomtávú vonalat 1900. április 30-án adták át a forgalomnak. Sopronban a villamos vonalon építettek egy letérőt a színház felé is. Az előadások végeztével két kocsi jobbra és balra vitte a színház látogatóit. A Trianoni békeszerződés után azonban elmaradt az a forgalom, amelynek a résztvevői igénybe vették a villamost a két pályaudvar között és ez lehetetlenné tette az üzem fenntartását. Sopron, amely akkor már a „Hűség városa” volt, megvásárolta a Vasvármegyei Elektromos Művektől a veszteséges villamos vasutat, de korszerűsítésre a városnak már nem volt pénze, 23 év után bezárták. A vonalvezetés kedvezőtlen volt, a végpontokat: Sopron két vasútállomását – melyek közt nem volt vasúti személyforgalom – csak nagy kerülővel kötötte össze. Az üzem nem hozta meg a várt utasforgalmat és jövedelmezőséget. A pályából kiemelték a síneket, eltüntették a vasút céljaira kialakított kövezetet, kicserélték a felsővezeték-tartó oszlopokat. Ma, csupán egy méteres síndarab és a fényképek emlékeztetnek az egykori soproni villamos vasútra.

## Vonalak
1900-ban a következő vonalakat adták át:
- A fővonal a soproni (GYSEV) pályaudvar – Várkerület – Déli pályaudvar vonal volt eleinte, mely megkerülte Sopron történelmi városmagját. A villamosvonal a Kossuth utca végén szintben keresztezte a GYSEV ebenfurti vasútvonalát.
- A kocsiszíni vonal a Kossuth utca északi végéből ágazott ki, a régi Flandorffer[1] (most: Táncsics) utca elején lévő csarnokhoz.
- Egy szárnyvonal is épült a Pannónia szállótól az Ezüst (Ötvös) utca – Magyar utca – Győri út vonalon a Vágóhídig. Ennek a vonalnak olyan kicsi volt már a kezdetektől fogva a forgalma, hogy 1903-ban megszüntették, elbontották.

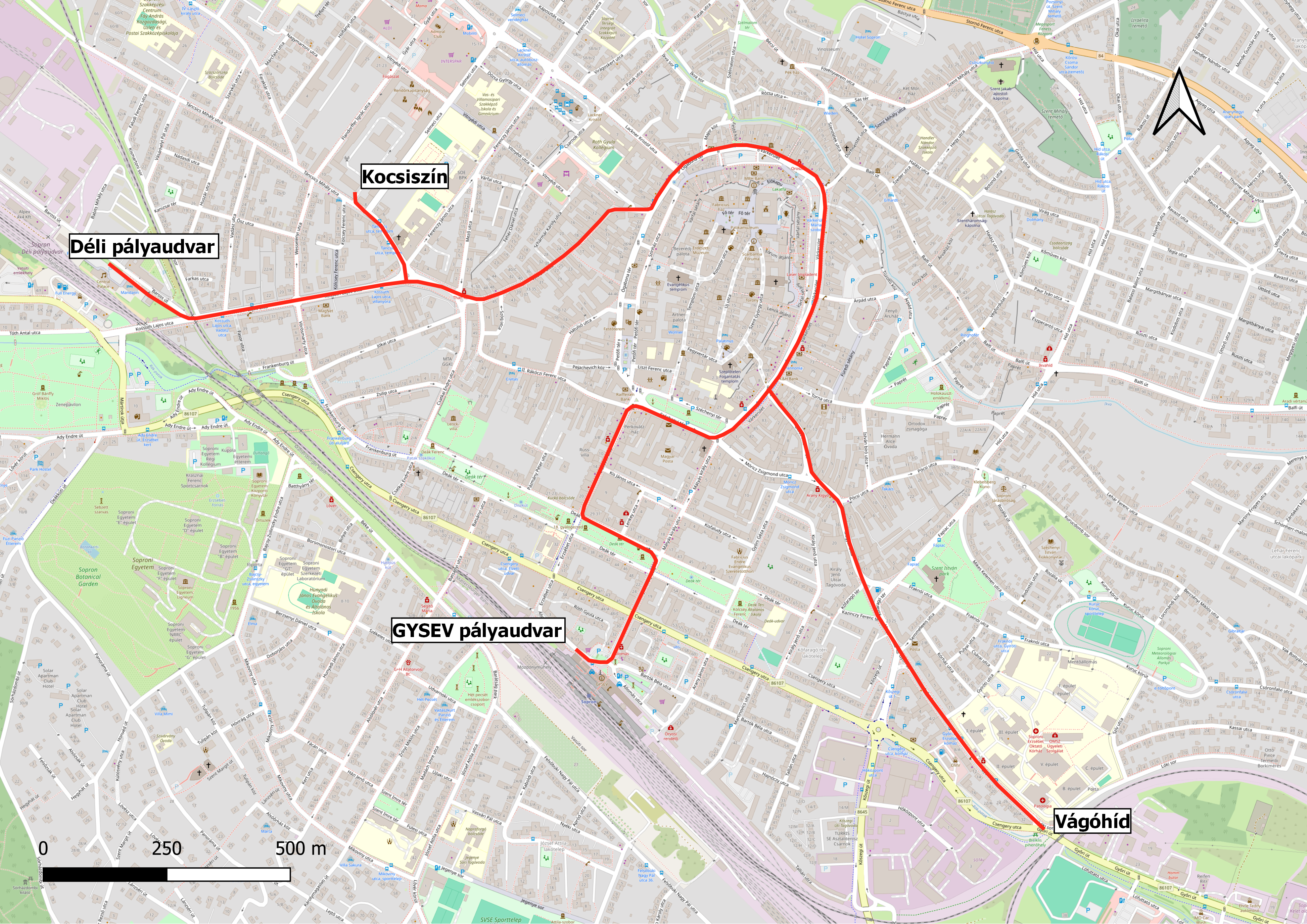
Sopron villamoshálózata kiterjedése csúcsán, 1900-1903 között

1903-ban a vonalat meghosszabbították a Déli pályaudvartól a Baross utca végéig a Sörgyárig, de csak alkalomszerűen közlekedett erre villamos.
A fővonalon hat forgalmi kitérő volt, 16 megállóval.

## Járművek
A megnyitóra a szombathelyi kocsikkal szinte teljes mértékben megegyező motor és pótkocsikat vásároltak a Roessemann & Kühnemann gyártól. Hat motorkocsit vásároltak, melyek 1-6-os pályaszámot kaptak, valamint két nyitott szekrényű nyári pótkocsit 11-12-es számon. A két pótkocsit – hasonlóan a szombathelyi átalakításhoz – még a megnyitás évében zártszekrényű motorkocsivá alakították át a pályaszám megtartásával. Így ezen kocsik jellegzetes eltérése csak az oldalablakok száma volt.
A soproni villamosvonalat 1923. május 31-én zárták be. Ekkor a villamosokat is selejtezték.